# Ущелина Аламасів
«Ущелина Аламасів» — радянський пригодницький художній фільм 1937 року про боротьбу наукової експедиції з диверсантами. Екранізація однойменного роману Михайла Розенфельда.

## Сюжет
Давня легенда застерігала: горе тому, хто наважиться порушити спокій Аламасських гір. Радянсько-монгольська експедиція, очолювана професором Джамбоном, направляється через пустелю в Аламасські гори (вигаданий гірський масив) з метою дослідження легендарної ущелини, що знаходиться там, і пошуку імовірно існуючого там же великого родовища нафти. Крім Джамбона і його асистента молодого монгола Диндипа, в складі експедиції — кілька радянських фахівців: зоолог Крилаткін, науковий співробітник Вісковський, кінооператор, радистка. Ворожій розвідці вдається впровадити в групу шпигуна, який наводить на експедицію загін бандитів, щоб перешкодити тим пройти мертві піски Жовтої пустелі. Але, завдяки допомозі китайських партизан, напад відбито, — і експедиції вдається знайти нафту.

## У ролях
- Петро Аржанов —  директор нафтової компанії
- Микита Батуханов —  начальник експедиції, професор Джамбон
- Іван Коваль-Самборський —  науковий співробітник, Вісковський В'ячеслав Антонович
- Лі Ден Тен —  ватажок партизанів, Ван Дзі-лян
- Олександра Попова —  радистка експедиції, Граня Стебліна
- Микола Мічурін —  господар балагану
- Юлія Цай —  актриса китайського балагану, Ю Лан
- Данило Сагал —  асистент професора, Диндип
- Петро Савін —  кінооператор експедиції, Андрій Светланов
- Микола Поплавський —  зоолог Крилаткін
- Борис Ердман — епізод
- Володимир Уан-Зо-Лі —  артист китайського балагану
- І. Кан —  провідник експедиції

## Знімальна група
- Режисер: Володимир Шнейдер
- Сценарій: Михайло Розенфельд
- Оператор: Олександр Шеленков
- Художник: Іван Степанов
- Композитор: Зиновій Фельдман